# 84号加利福尼亚州州道
84号加利福尼亚州州道（英語：California State Route 84，SR84）是一条东-西走向的干线公路，起自圣格雷戈里奥，经过门洛帕克，跨越 邓巴顿大桥，通过弗里蒙特和紐華克，终于利弗莫尔的580號州際公路。